# Eurico Carrapatoso
Eurico Carrapatoso] (Mirandela, 15 februari 1962) is een Portugees componist en muziekpedagoog. Hij studeerde compositie aan het Muziekconservatorium van Lissabon, waar hij les kreeg van Constança Capdeville en Jorge Peixinho. 
Carrapatoso is Commandeur van de Orde van de Infant Dom Henrique (2004).

## Composities

### Orkestwerken
- 1997 Das Ewig Weibliche, voor strijkorkest
- 1998 Deploração sobre a morte de Jorge Peixinho, voor groot symfonieorkest
- 1998 Modos de expressão ilimitada, voor strijkorkest
- 1999 Modos de expressão ilimitada II, voor groot symfonieorkest
- 1999 Aver-o-Mar, voor symfonieorkest
- 1999 Suite d'aquém e d'além mar, voor marimba en strijkorkest
- 2000 Sete peças em forma de boomerang, voor saxofoon en strijkorkest
- 2002 Stigmata, voor altviool en strijkorkest
- 2002 Vocalizos para Catarina e arcos, voor cello en strijkorkest
- 2004 Música praxitélica para dois deuses do Olimpo, voor kamerorkest
- 2005 Cinco peças de carácter, voor Engelse hoorn en strijkorkest
- 2006 Três peças decadentes, voor klarinet en strijkorkest
- 2008 Tempus fugit, voor groot symfonieorkest
- 2009 Suite italiana, voor mandoline en strijkorkest
- 2009 Como peixe português em água tropical, voor cello en kamerorkest

### Kamermuziek
- 1996 Sweet rústica, voor hoorn en piano
- 1997 Le tombeau de Germaine Tailleferre, voor dwarsfluit en piano
- 1997 Indiana Tones, voor saxofoonkwartet
- 1997 Cinco elegias, voor blaaskwintet
- 2000 Cinco miniaturas, voor blaaskwintet
- 2000 Sete epigramas a Francisco de Lacerda, voor altviool, contrabas en piano
- 2000 La rue du chat qui pêche, voor ensemble
- 2000 Sete velhos corais portugueses, voor strijkkwartet
- 2004 Da loucura do grotesco e da morte em Peer Gynt, voor muziekensemble
- 2005 Cantigas de Alba, voor hobo, altviool, contrabas en piano
- 2005 Cinco aforismos, voor blaaskwintet en piano
- 2009 In illo tempore, voor strijkkwartet
- 2009 O espelho da alma, voor pianokwartet

### Toneelmuziek
- 2001 Mentes, Peer!, schouwspelmuziek naar het drama Peer Gynt van Henrik Ibsen, voor muziekensemble
- 2003 Abcesso de loucura, schouwspelmuziek naar het drama Der narr und seine frau heute abend in Pancomedia van Botho Strauß, voor muziekensemble
- 2010 A Cidade, schouwspelmuziek naar het drama Lysistrate (Λυσιστρατη), Vrouwen vieren de Thesmophoria (Θεσμοϕοριαζούσαι), Vrouwenparlement (Εκκλησιαζουσαι) en Vogels (Ορνιθες) van Aristophanes,  voor muziekensemble (libretto van Luís Miguel Cintra)

### Opera
- 2004 A Floresta, opera in 2 akte (Sophia de Mello Breyner; libretto van Isabel Alçada en Ana Maria Magalhães)
- 2010 A morte de Luís II da Baviera, muziekdrama in 1 akte, op. 58 (Fernando Pessoa; libretto van João Botelho)
- 2010 Sabina Freire, opera in 3 akte (Manuel Teixeira-Gomes; libretto van Eurico Carrapatoso)

### Vocale muziek
- 1996 Dez vocalizos para Leonor e arcos, voor sopraan en strijkorkest
- 2002 O lobo Diogo e o mosquito Valentim, voor sopraan, bariton, narrator, kinderkoor en orkest,
- 2003 Poemário de Lamolinairie de Campos, voor sopraan en muziekensemble
- 2005 O meu poemário infantil, voor tenor en orkest
- 2010 A arca do tesouro (Um pequeno conto musical), voor narrator en orkest

### Liederen
- 1996 Cinco melodias em forma de Montemel, voor sopraan, hoorn en piano
- 1998 Sete melodias em forma de bruma, voor sopraan, hoorn en piano
- 2004 Poemário erótico, ericsatírico e burleco, voor bariton en piano
- 2006 Eu..., voor sopraan en piano
- 2006 Dois poemas de Miguel Torga, voor mezzosopraan, dwarsfluit en gitaar

### Koorwerken
- 1993 Quatro canções populares portuguesas, voor gemengd koor a capella
- 2000 O que me diz o vento de Serpa, voor gemengd koor a capella
- 2000 O que me diz o vento mirandês, voor gemengd koor a capella
- 2001 O que me diz o vento d’Óbidos, voor gemengd koor a capella
- 2001 O que me diz o vento tropical, voor gemengd koor a capella
- 2004 Ay, que dolor!, voor gemengd koor a capella
- 2004 Pequeno poemário de Sophia, voor gemengd koor a capella

### Gewijde muziek
- 1991 Ciclo de Natal, voor gemengd koor a capella
- 1993 Ave Maria, voor gemengd koor a capella
- 1994 In paradisum, voor mannenkwartet (TTBB), gemengd koor en strijkorkest
- 1998 Ave verum, voor gemengd koor a capella
- 1998 Magnificat em talha dourada, voor sopraan, kamerkoor en barokorkest
- 2000 Salmo CL, voor gemengd koor en strijkorkest
- 2000 Veni creator spiritus, voor tenor, trompet en orgel
- 2000 Horto sereníssimo, voor sopraan, kamerkoor, blokfluit en klavecimbel
- 2002 Motetes para um tempo de Paixão, voor sopraan en gemengd koor a capella
- 2004 Requiem à memória de Passos Manuel, voor bariton, gemengd koor en orkest
- 2006 Missa sine nomine, voor gemengd koor a capella
- 2006 Stabat Mater, voor gemengd koor a capella
- 2007 Díptico Mariano, voor gemengd koor en orgel
- 2008 Stabat Mater, voor bariton, gemengd koor en kamerorkest
- 2008 Motetes para um tempo de Alegria, voor gemengd koor a capella